# Ночной попутчик
«Ночной попутчик» (англ. Midnight Ride) — кинофильм.

## Сюжет
Офицер полиции Лоусон коротает время на больничном с переломом ноги. Одна из ссор с его красивой и молодой женой заканчивается тем, что вечером Лора собирает вещи и садится в автомобиль. Лоусон бросается за ней в машину, уговаривает одуматься и вернуться, но женщина непреклонна, хотя заметно колеблется. Схитрив, она дожидается когда обнадёженный муж покинет салон авто, после чего она сразу же уезжает. Пока Лоусон ищет себе другую машину, Лора подбирает на ночной дороге попутчика, приятного с виду молодого человека — Джастина МакКея. Довольно скоро Джастин обнажает свою тёмную сущность…

## В ролях
- Майкл Дудикофф — Лоусон
- Марк Хэмилл — Джастин МакКей
- Савина Гершак — Лора
- Роберт Митчем — доктор Харди
- Памела Людвиг — служащая проката
- Тимоти Браун — Джордан
- Лесли Дин — Джоан
- Стив Инграссия — парень, сопровождавший Джоан
- Синтия Сигети — миссис Эган
- Ди Ди Решер — портье гостиницы